# أنخيل غويلرمو هيريديا هرنانديز
أنخيل غويلرمو هيريديا هرنانديز (بالإسبانية: Ángel Guillermo Heredia Hernández)‏ هو منافس ألعاب قوى مكسيكي، ولد في 22 نوفمبر 1975.

## وصلات خارجية
- أنخيل غويلرمو هيريديا هرنانديز على موقع الاتحاد الدولي لألعاب القوى (الإنجليزية)